# Doropygopsis longicauda
Doropygopsis longicauda is een eenoogkreeftjessoort uit de familie van de Notodelphyidae. De wetenschappelijke naam van de soort is voor het eerst geldig gepubliceerd in 1882 door Aurivillius.